# Peaceville Records
Peaceville Records – brytyjska wytwórnia płytowa, założona w Cleckheaton w 1988 roku. Peaceville wydaje przede wszystkim płyty z muzyką metalową.